# Variaciones sobre «Là ci darem la mano» (Chopin)
Las Variaciones sobre «Là ci darem la mano», op . 2, de Frédéric Chopin, es una pieza para piano y orquesta compuesta en 1827, cuando tenía 17 años. «Là ci darem la mano» es un dúo cantado por Don Giovanni y Zerlina en el acto 1 de la ópera Don Giovanni de Mozart de 1787. Chopin dedicó su composición a su compañero de escuela Tytus Woyciechowski. El trabajo de Chopin inspiró la famosa exclamación de Robert Schumann: "Me quito el sombrero, señores, un genio". El trabajo a menudo se graba y se toca en concierto. Una interpretación típica dura entre 17 y 19 minutos.

## Estructura
La obra está en la tonalidad de si bemol mayor en todo momento, a excepción del Adagio de la variación 5, que está en la tonalidad menor .
- Introducción: Largo—Poco piu mosso, tiempo común
- Thema: Allegretto, 2/4
- Variación 1: Brillante, 2/4
- Variación 2: Veloce, ma accuratamente, 2/4
- Variación 3: Sempre sostenuto, 2/4
- Variación 4: Con bravura, 2/4
- Variación 5:
  - Adagio, B-menor plano, tiempo común
  - Coda: Alla Polacca, 3/4.

## Chopin y la orquesta
Las Variaciones sobre «Là ci darem la mano» fue la primera obra de Chopin para piano con orquesta. En su carrera temprana escribió dos conciertos para piano y otras tres piezas concertantes, pero siempre permaneció relativamente indiferente a los elementos orquestales de estas obras, a menudo utilizando la orquesta como un mero acompañamiento de la parte de piano mucho más brillante.
Chopin solía tocar las variaciones sin acompañamiento, y más tarde abandonó la orquesta casi por completo en sus composiciones, aunque estaba trabajando en un tercer concierto en 1834, y en 1841 publicó el Allegro de concert, que se especuló que sería el primer movimiento del inacabado concierto.

## Recepción
La obra se estrenó el 11 de agosto de 1829 en el Teatro Kärntnertortheater de Viena, con Chopin como solista. Recibió una audiencia muy positiva y elogios de la crítica. Escribiendo a sus padres en Varsovia sobre su éxito, dijo que "todos aplaudían tan fuerte después de cada variación que tenía dificultades para escuchar los tutti orquestales". La publicación siguió en 1830, con una dedicatoria a su amigo Tytus Woyciechowski.

## "Me quito el sombrero, señores, un genio"
Robert Schumann (que nació solo 3 meses después de Chopin) escuchó por primera vez las Variaciones del entonces desconocido compositor polaco en una actuación de Julius Knorr en la Gewandhaus de Leipzig el 27 de octubre de 1831. Esto le llevó a declarar, a través de la voz de su alter ego Eusebio, "Me quito el sombrero, caballeros, un genio", en la edición del 7 de diciembre de 1831 de la Allgemeine musikalische Zeitung. También practicó la pieza él mismo durante meses "de una manera literalmente obsesiva". No hay constancia de que Chopin agradeciera a Schumann por su apoyo en esta importante etapa inicial de su carrera.
El maestro de Schumann (y futuro suegro) Friedrich Wieck publicó una reseña muy positiva de las Variaciones en el periódico alemán Caecilia. Chopin encontró la reseña tan embarazosamente empalagosa que bloqueó los intentos de Wieck de publicarla en francés. En una carta a un amigo, Chopin escribió que Wieck, "en lugar de ser inteligente, es muy estúpido" y que no quería que su integridad musical "muriera" por "la imaginación de ese ... alemán obstinado".
Wieck también hizo que su hija Clara, de 12 años, estudiara la obra para una interpretación pública, y se convirtió en un elemento básico de su repertorio temprano. En su diario del 8 de junio de 1831 (coincidentemente el cumpleaños número 21 de Robert Schumann), escribió: "Las Variaciones de Chopin, Op. 2, que aprendí en ocho días, es la pieza más difícil que he visto o tocado hasta ahora. Esta original y brillante composición es aún tan poco conocida que casi todos los pianistas y maestros la consideran incomprensible e imposible de tocar." En Kassel, Louis Spohr le pasó las páginas mientras las tocaba.
Schumann y Chopin no se conocieron en persona hasta el 27 de septiembre de 1835 en Leipzig. Sólo se volvieron a encontrar, de nuevo en Leipzig, el 12 de septiembre de 1836. Se sabe que Schumann le escribió 5 cartas a Chopin (solo una sobrevive), pero Chopin nunca correspondió. No le importaba la música de Schumann, y su única señal aparente de respeto hacia Schumann es la dedicatoria de la Balada n.º 2 en fa mayor, Op. 38, para él, lo que puede haber sido tanto por cortesía como por cualquier otra cosa. Por su parte, Schumann no solo dedicó su Kreisleriana, Op. 16, a Chopin, también escribió sus propias Variaciones sobre el Nocturno de Chopin en sol menor, op. 15/3 (publicado por primera vez en 1981), entre sus dos reuniones; escribió una sección imitativa llamada simplemente "Chopin" en Carnaval, op. 9; y siguió siendo un acérrimo defensor de la música de Chopin, al igual que su esposa Clara (el último concierto que ella tocó fue el Concierto para piano n. ° 2 en fa menor de Chopin).

## Adaptaciones
La obra, arreglada por John Lanchbery, forma la primera parte de la música del ballet de 1976 de Frederick Ashton.